# Emblema nacional

El emblema nacional de Nepal como ejemplo.

Un emblema nacional es un emblema o sello que está reservado para su uso por un Estado nación o un Estado multicultural como símbolo de la misma. Muchas naciones tienen un sello o emblema además de una bandera nacional.
Otros símbolos nacionales, como pájaros, árboles, flores nacionales, etc., se enumeran en las listas de símbolos nacionales.

## Términos: emblema, escudo de armas, sello
El diseño de un emblema es diferente al de un escudo de armas, el cual debe seguir las reglas de la heráldica y por lo tanto contener un escudo (escudete) en el centro. Sin embargo, muchos emblemas nacionales no heráldicos se denominan coloquialmente escudos de armas nacionales de todos modos, porque se utilizan para los mismos propósitos que los escudos de armas nacionales.
Algunos diseños de emblemas nacionales se pueden usar de forma similar al de un sello nacional.
Lo mismo ocurre con algunos escudos de armas nacionales como el gran sello de los Estados Unidos, que en realidad es un escudo de armas (armería) sobre un sello.

## Ejemplos

### En África

Sello de Argelia
Escudo de Angola
Sello de Comoras
Emblema nacional de Cabo Verde
Escudo de la República Democrática del Congo
Escudo de Eritrea
Escudo de Guinea-Bisáu
Sello de Madagascar
Escudo de Malí
Sello de Mauritania
Emblema nacional de Mozambique
Escudo de Libia
Escudo de Ruanda
Escudo de Togo
Emblema nacional de Yibuti

### En América

Escudo de Guatemala
Escudo de Haití
Escudo de México
Escudo de Paraguay

### En Asia

Emblema nacional de Afganistán
Emblema nacional de Arabia Saudita
Emblema nacional de Bangladés
Sello de Birmania
Emblema nacional de Bután
Emblema nacional de Brunéi
Emblema nacional de Catar
Emblema nacional de la República Popular China
Emblema nacional de Corea del Norte
Emblema nacional de Corea del Sur
Emblema nacional de la India
Escudo de Indonesia
Emblema nacional de Irán
Emblema imperial de Japón
Emblema nacional de Kazajistán
Escudo de Kuwait
Emblema nacional de Kirguistán
Emblema nacional de Laos
Escudo de las Maldivas
Emblema nacional de Mongolia
Escudo de Nepal
Emblema nacional de Tayikistán
Emblema nacional de Tailandia
Emblema nacional de Turquía
Emblema nacional de Uzbekistán
Emblema nacional de Vietnam

### En Europa

Emblema de Bielorrusia
Emblema nacional de Italia
Escudo de Macedonia del Norte

### En Oceanía

Emblema nacional de Papúa Nueva Guinea
Escudo de Vanuatu